# Ferenczi Botond
Ferenczi Botond (Székelyudvarhely, 1987. június 3. –) romániai magyar kézilabdajátékos. Pályafutását a Székelyudvarhelyi KCben kezdte, majd a Pick Szegedhez igazolt. 2008-tól a Tatabánya KC-t erősítette.